# S高等学校

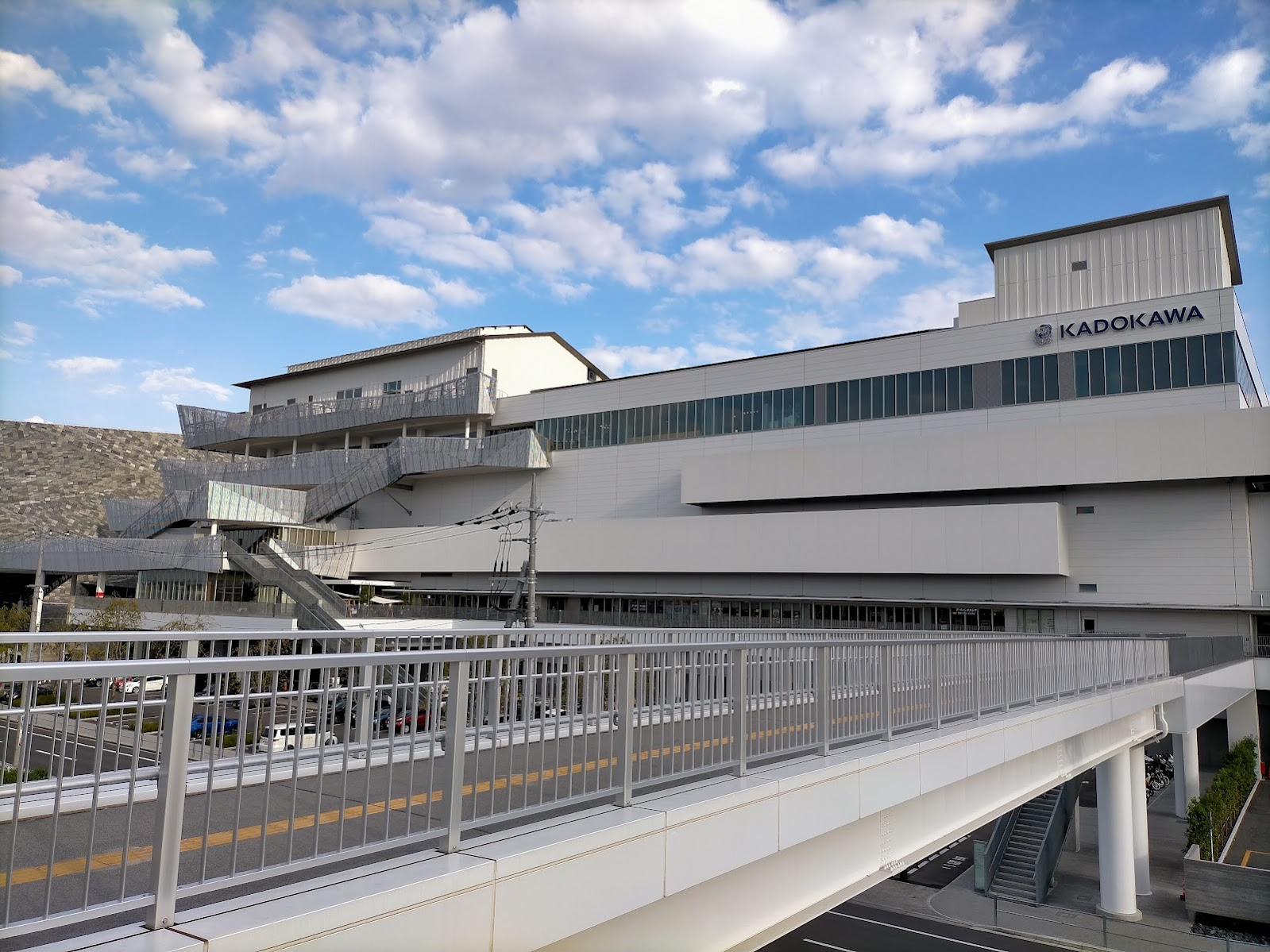
スクーリング会場のところざわサクラタウンキャンパス

S高等学校（エスこうとうがっこう）は、日本の私立通信制高等学校である。略称はS高（エスこう）。茨城県つくば市作谷に本校を置き、全国にキャンパスを有する。
N高の収容人数が限界を迎えつつあるため、2021年4月に学校法人角川ドワンゴ学園が開校した。
2024年9月現在、N高等学校と合わせて30,648名 の生徒が全国で学んでおり、高校としては日本一の生徒数である。

## 概要
沖縄県うるま市にあるN高等学校の沖縄伊計本校の収容人数が限界を迎えつつあるため、新規の開校が決定された。そのため学費や教育内容、キャンパス、スクーリング会場、学生寮は既存のN高等学校と同一であり、部活動やイベントなども合同で実施される。
廃校となったつくば市立筑波西中学校の校舎を改修してキャンパスを設置した。つくば市内の研究施設で課外活動を実施することも計画され、生徒の宿泊や食事での経済効果も期待されていた。茨城県の大井川和彦知事は「茨城から世界で活躍する『人財』が生まれることを期待している」とコメントした。
リノベーションやIT設備のネットワーク工事は地元企業に発注したほか、教職員の多くがつくば市周辺に在住している。つくば市は開設にあたり「指定避難所機能の確保」「市民団体の体育館利用への協力」「地域による施設利用への協力」「事業に要する生徒送迎用のバス利用、飲食や宿泊等が筑波地区を中心に行われること」の4点を要望していた。
校名の「S」には「SUPER・SPECIAL・SHINE・SPECTACLEなど、さまざまな“S”を生徒一人ひとりが見つけ、自分だけのSを創れるように」という想いが込められている。
2021年3月25日に開校に先立ち、茨城県と角川ドワンゴ学園との間に包括連記協定を締結した。部活動や教科教育、特別活動で連携する。
2021年4月7日に開校。入学式はオンラインの仮想空間で行われ、隈研吾が設計した仮想空間の校舎で、校長や新入生代表が3Dアバターとして参加した。

## 沿革
- 2020年（令和2年）10月 - N高等学校沖縄伊計本校の許容人数の問題から、S高等学校の設立を発表[1]。
- 2021年（令和3年）4月 - 開校[8]。
- 2022年（令和4年）
  - 8月 - 角川ドワンゴ学園、寄付募集を開始[9]。
  - 9月 - Metaと角川ドワンゴ学園がXR分野で提携[10]。
  - 10月 - N高等学校と合同の「生徒会」を設立[11]。
  - 12月 - 角川ドワンゴ学園、海外留学支援を行う株式会社ワールドアベニューと業務提携を締結[12]。

## 基礎データ

### 所在地
茨城つくば本校
- 茨城県つくば市作谷578番地2
- 2018年3月末に閉校したつくば市立筑波西中学校の校舎を利用している[13]。
- スクーリング実施時以外も常に教職員が配置されており、電話やWebによって生徒や保護者との連絡を行っている[14]。
- 校長には開校当初は吉村総一郎が就任し、2024年より吉井直子が就任。

## キャンパス・スクーリング会場
同じN高グループのN高等学校・R高等学校と同じキャンパス・スクーリング会場を利用する。

## 授業・学校生活
必修授業や課外授業、学校行事、部活動、サポート体制、通学コースの利用キャンパスなどはN高グループ3校共通である。

## 提携スクール
- Vantan高等部

## 著名な出身者
- 加藤路瑛（実業家）